# Walter-Scheel-Stiftung

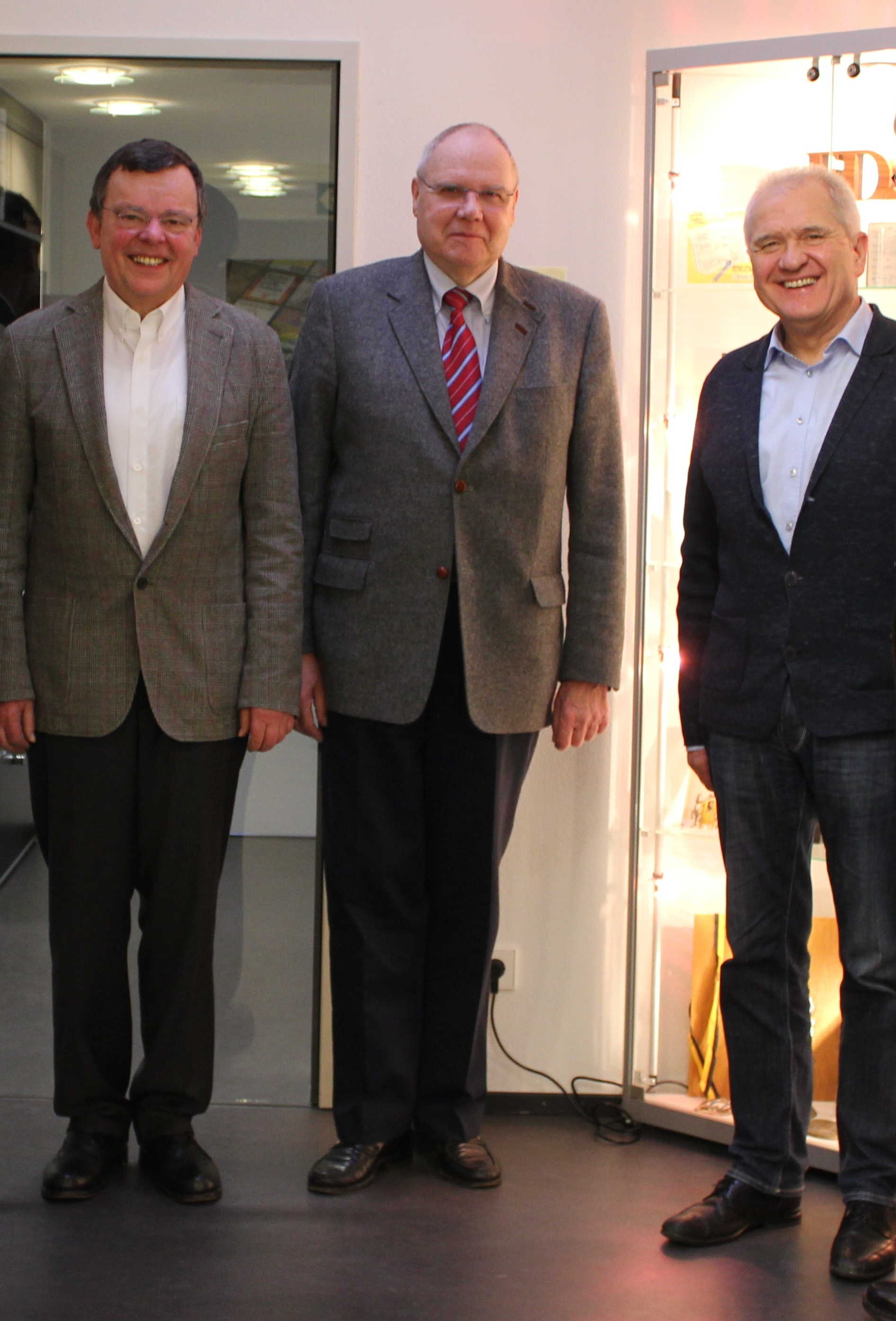
Der Vorstand der Walter-Scheel-Stiftung (v. l. n. r. Rolf Berndt, Ulrich Scheel, Gerhard Söltenfuß) im Archiv des Liberalismus, 2018

Die Walter-Scheel-Stiftung ist eine Stiftung in Nordrhein-Westfalen.

## Gründung und Geschichte
Die Walter-Scheel-Stiftung wurde 1973 vom Namensgeber, dem damaligen Bundesaußenminister, gegründet. Sie ist eine nicht rechtsfähige Stiftung, deren Zweck die Organisation und Durchführung von Veranstaltungen zu außen- und entwicklungspolitischen Themen sowie die Publikation von Schriften und die Förderung durch Stipendien ist. Vorsitzender der Stiftung ist Rolf Berndt. Weitere Vorstandsmitglieder sind Gerhard Söltenfuß und Ulrich Scheel, ein Sohn Scheels aus erster Ehe.
Walter Scheel führte 2010 die Stiftung durch eine Schenkungsvereinbarung unter das Dach der Friedrich-Naumann-Stiftung für die Freiheit, deren Kuratorium er als Ehrenvorsitzender vorstand. Beide Stiftungen veranstalten seitdem regelmäßig gemeinsame Konferenzen zu Friedens-, Sicherheits- oder Europapolitik sowie zu Schutz- und Anrechtsfunktionen des liberalen Demokratiemodells in Berlin.

## Walter-Scheel-Preis
Der Walter-Scheel-Preis wird seit 2011, dem 50. Jahrestag der Gründung des Bundesministeriums für wirtschaftliche Zusammenarbeit und Entwicklung, alle zwei Jahre für Engagement in der Entwicklungszusammenarbeit verliehen. Seit 2015 sind die Walter-Scheel-Stiftung, die Friedrich-Naumann-Stiftung für die Freiheit und der Freundeskreis Walter Scheel e.V. die offiziellen Verleiher.